# Helgoland (1878)
Helgoland – duński pancernik obrony wybrzeża z końca XIX wieku, zbudowany w Danii jako jedyny okręt swojego typu.

## Projekt i budowa
Od końca lat 60. XIX wieku Królewska Duńska Marynarka Wojenna, której zadania skupiały się już wówczas na obronie wybrzeża, budowała okręty pancerne obrony wybrzeża. Powstały w ten sposób na przełomie lat 60/70 trzy okręty o wyporności 2-3 tysięcy ton, których wspólną cechą były niskie opancerzone burty, jak w monitorach, a uzbrojenie przenosiły albo w pojedynczej wieży („Lindormen” i „Gorm”), albo w centralnej kazamacie („Odin”). Dopiero po kilku latach rząd duński zdecydował się zbudować kolejny okręt pancerny, całkowicie odmienny i znacznie większy od poprzednich, głównie z uwagi na zagrożenie ze strony Niemiec. Z wypornością ponad 5000 ton mógł być on uważany na świecie za „pełnowymiarowy” pancernik (nie tylko pancernik obrony wybrzeża), a przy tym pozostał do końca służby największym pancernikiem krajów skandynawskich.
Okręt zbudowano w królewskiej stoczni marynarki Orlogsværftet w Kopenhadze. Stępkę pod budowę położono 20 maja 1876 roku. Wodowano go 9 maja 1878 roku, w rocznicę bitwy pod Helgolandem w 1864 roku z eskadrą austriacko-pruską, i dla jej upamiętnienia nazwano „Helgoland”.

## Opis

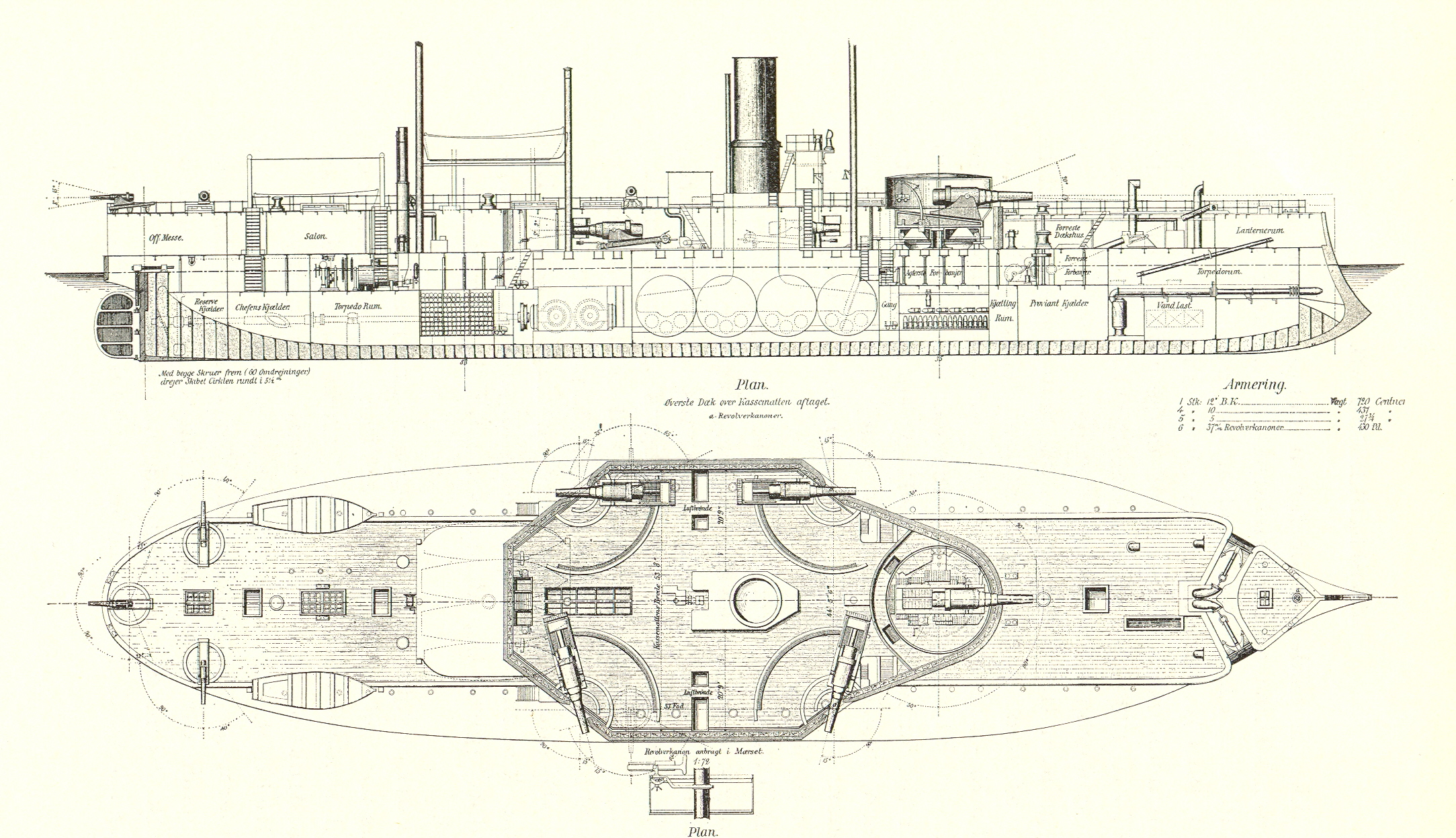
Przekrój i plan pancernika

Kadłub był nitowany, wykonany z żelaza, z podwójnym dnem i grodziami wodoszczelnymi. Dziób tworzył taran, wystający na 2,3 m od pionu dziobowego. Okręt miał gładki pokład i pojedynczy komin na śródokręciu, poprzedzony mostkiem z masztem dziobowym. Dalej na pokładzie były składowane łodzie, na wysokim stelażu, i znajdował się tam drugi maszt. Załoga obejmowała 331 osób. Wyporność wynosiła 5332 ton angielskich lub według innych źródeł 5480 ton metrycznych. Długość całkowita wynosiła 79,12 m, szerokość 18,03 m, a zanurzenie 5,89 m.

### Uzbrojenie
Uzbrojenie główne składało się z jednej armaty kalibru 305 mm umieszczonej w dziobowej barbecie nakrytej lekką wieżą oraz czterech dział kalibru 260 mm umieszczonych w rogach centralnej baterii, poniżej pokładu górnego. Działo kalibru 305 mm miało długość L/22 (22 kalibry). Wyprodukowane było przez niemieckie zakłady Kruppa i ważyło 35 ton. Szybkostrzelność wynosiła jeden strzał na 5 minut. Działo miało pole ostrzału w sektorze dziobowym 240°, przy czym czas przejścia między skrajnymi położeniami, siłami mięśni załogi, wynosił 6 minut 40 sekund. Drugi kaliber artylerii głównej tworzyły cztery działa kalibru 260 mm, również Kruppa, o masie 22 ton. Miały one długość również L/22. Ich szybkostrzelność wynosiła jeden strzał na 4 minuty. Działa te znajdowały się na wysokości 2,6 m nad linią wodną. Dzięki umieszczeniu w kazamatach w ściętych rogach centralnej baterii, mogły teoretycznie prowadzić ogień na wprost wzdłuż kadłuba oraz w bok – z planu (obok) wynika, że dysponowały kątem ostrzału 105° od osi kadłuba. Teoretyczna donośność działa 305 mm wynosiła 6,4 km, a dział 260 mm 5,5 km.
Artylerię średnią stanowiło pięć dział kalibru 120 mm umieszczonych na odkrytych stanowiskach na pokładzie górnym, z tego trzy na rufie a dwa na burtach nad rufowymi kazamatami dział. Uzupełniało je 10 wielolufowych działek 1-funtowych (37 mm). Później lekkie uzbrojenie tworzyły dwa działa 6-funtowe (57 mm), cztery wielolufowe 1-funtowe i trzy 1-funtowe szybkostrzelne. Okręt miał pięć wyrzutni torped dwóch kalibrów: dwie kalibru 15 cali (ok. 381 mm) i trzy kalibru 14 cali (ok. 356 mm).

### Opancerzenie

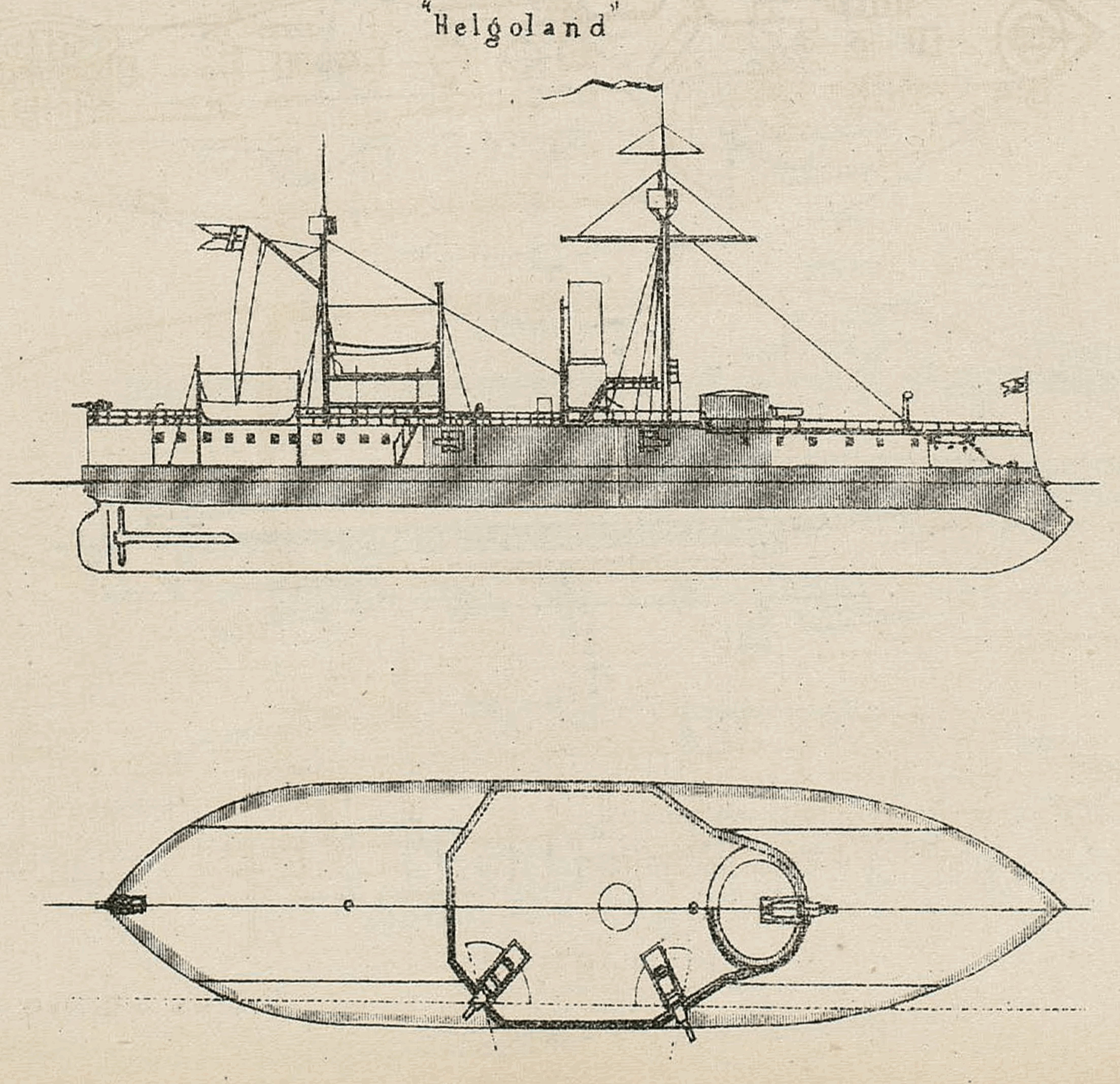
Schemat opancerzenia

Opancerzenie burt stanowił żelazny pas pancerny w rejonie linii wodnej grubości w górnej części 305 mm (12 cali), a w dolnej 203 mm (8 cali). Górny pas miał wysokość 1,3 m, a dolny 0,7 m, przy tym przy wyporności normalnej nad wodę wystawało 0,7 m górnego pasa. Pancerz zamocowany był na podkładzie drewna tekowego grubości 305-406 mm (12-16 cali).
Centralna bateria przechodząca w dziobową barbetę była chroniona pancerzem grubości 254 mm (10 cali) (według innych źródeł, 229 mm (9 cali) na podkładzie 203 mm drewna). Pancerny pokład mieszkalny miał grubość 40 mm. Stanowisko dowodzenia nie było chronione.

### Napęd
Napęd stanowiły dwie poziome dwucylindrowe sprzężone maszyny parowe. Maszyny wyprodukowała duńska firma Burmeister & Wain. Rozwijały one moc indykowaną 4000 KM, zapewniając osiąganie prędkości maksymalnej 13,75 węzła. Napędzały dwie śruby o średnicy 440 cm. Były zasilane w parę przez osiem kotłów cylindrycznych z trzema paleniskami. Kotły umieszczone były w dwóch przedziałach wodoszczelnych, a za kotłowniami były dwie maszynownie przedzielone grodzią wzdłużną. Zapas paliwa wynosił 224 tony węgla. Zasięg wynosił 1400 mil morskich przy prędkości 9 w.

## Służba
„Helgoland” wszedł do służby 20 sierpnia 1879 roku. Po wejściu do służby, oprócz uczestnictwa w manewrach floty, służył z uwago na swoją wielkość jako jednostka reprezentacyjna w rejsach zagranicznych.
Ostatni rej odbył w 1904 roku. Został wycofany 29 czerwca 1907 roku. Został następnie w tym roku sprzedany na złom do Holandii.